# ヨンミン・リー
ヨンミン・リー（Yong-Min Lee, 1988年2月23日 - ）は、大韓民国のソウル特別市出身のニュージーランド国籍のプロ野球選手（投手）。韓国系ニュージーランド人である。

## 経歴
韓国のソウルで生まれる。オーストラリアのMLBアカデミーで野球を学んだ。
2012年には台湾で開催された第3回WBC予選のニュージーランド代表に選ばれた。